# أنقليس ثعباني قصير الرأس
أنقليس ثعباني قصير الرأس (الاسم العلمي: Ophichthus marginatus) هو نوع من الأنقليس، يتبع فصيلة الأنقليس الثعباني.